# Société royale de la Grande Harmonie
 (mai 2022).
La mise en forme du texte ne suit pas les recommandations de Wikipédia : il faut le « wikifier ».
Les points d'amélioration suivants sont les cas les plus fréquents. Le détail des points à revoir est peut-être précisé sur la page de discussion.
- Les titres sont pré-formatés par le logiciel. Ils ne sont ni en capitales, ni en gras.
- Le texte ne doit pas être écrit en capitales (les noms de famille non plus), ni en gras, ni en italique, ni en « petit »…
- Le gras n'est utilisé que pour surligner le titre de l'article dans l'introduction, une seule fois.
- L'italique est rarement utilisé : mots en langue étrangère, titres d'œuvres, noms de bateaux, etc.
- Les citations ne sont pas en italique mais en corps de texte normal. Elles sont entourées par des guillemets français : « et ».
- Les listes à puces sont à éviter, des paragraphes rédigés étant largement préférés. Les tableaux sont à réserver à la présentation de données structurées (résultats, etc.).
- Les appels de note de bas de page (petits chiffres en exposant, introduits par l'outil «  Source ») sont à placer entre la fin de phrase et le point final[comme ça].
- Les liens internes (vers d'autres articles de Wikipédia) sont à choisir avec parcimonie. Créez des liens vers des articles approfondissant le sujet. Les termes génériques sans rapport avec le sujet sont à éviter, ainsi que les répétitions de liens vers un même terme.
- Les liens externes sont à placer uniquement dans une section « Liens externes », à la fin de l'article. Ces liens sont à choisir avec parcimonie suivant les règles définies. Si un lien sert de source à l'article, son insertion dans le texte est à faire par les notes de bas de page.
- La présentation des références doit suivre les conventions bibliographiques. Il est recommandé d'utiliser les modèles {{Ouvrage}}, {{Chapitre}}, {{Article}}, {{Lien web}} et/ou {{Bibliographie}}. Le mode d'édition visuel peut mettre en forme automatiquement les références.
- Insérer une infobox (cadre d'informations à droite) n'est pas obligatoire pour parachever la mise en page.

Pour une aide détaillée, merci de consulter Aide:Wikification.
Si vous pensez que ces points ont été résolus, vous pouvez retirer ce bandeau et améliorer la mise en forme d'un autre article.
La Société royale de la Grande Harmonie était une salle de concert située dans le centre de Bruxelles.
Elle fut le théâtre de nombreux bals, concerts et mariages au 19e et 20e siècle.

## Historique
La Société royale de la Grande Harmonie fut créée en 1811 par un groupe de musiciens amateurs.
À l'origine, la Société occupera des locaux sur la chaussée d'Anvers anciennement située à Molenbeek Saint-Jean.
Plusieurs salles furent aménagées pour l'occasion, ainsi que de grands jardins qui accueillirent Le Grand Serment Royal des Archers de Saint-Sébastien de Bruxelles à partir de 1830.
Aujourd'hui, elle a donné son nom à la rue de l'Harmonie située sur ses anciens locaux, ce quartier appartenant au territoire de la ville de Bruxelles depuis 1921.
En 1841, elle s’installe dans les locaux du prestigieux hôtel d’Angleterre situé dans l’ancienne rue de la Madeleine au centre de Bruxelles pour y aménager une salle de concert qu'elle occupera jusqu'en 1937
L’architecte Jean-Pierre Cluysenaar est choisi pour aménager le bâtiment. Connu pour avoir dessiné les plans des galeries royales Saint-Hubert, il se rattache au style architectural de l'éclectisme.
C’est une salle de fête qui rassemblait les plus grands noms de la bourgeoisie bruxelloise
Elle tire son titre de “Société Royale” des fêtes organisées en ses locaux à l’occasion de l’entrée au pouvoir du roi Léopold 1er en 1831. La famille royale belge joua un rôle très important dans le développement de l'Harmonie, ses membres y organisaient régulièrement des événements en leur noms. Le roi Léopold II fut lui-même membre officiel.
En septembre 1865, le Concours International d'Harmonie eut lieu, la Grande Harmonie fut désignée pour l'organiser. L'évènement fut d'une telle importance à Bruxelles que le Moniteur belge inscrivit en son sein le règlement où l'on retrouve l'implication de la Société d'Harmonie.
L'homme politique belge Albert Poelaert fut président de la Grande Harmonie au début du 20e siècle
Pendant l'occupation allemande lors de la Première Guerre mondiale, la société ne donna aucun concert, ses locaux accueillirent "Comité national de secours et d'alimentation", un organe de résistance, jusqu'à ce que l'envahisseur prenne le contrôle de l'endroit. Après la guerre, la salle dut être totalement rénovée.
En 1937, de grands travaux d'aménagement eurent lieu dans le centre de Bruxelles, la rue de la Madeleine qui abritait les locaux de la Grande Harmonie fut rasée pour y construire l'actuelle place de l'Albertine. La Société fut contrainte de déménager dans une partie du palais d'Egmont.
La Première Guerre mondiale ainsi que son expropriation signèrent le déclin progressif de la section artistique de la Grande Harmonie.
Entre 1940 et 1945, l'Harmonie dut céder ses locaux du palais d'Egmont aux Allemands et ensuite aux Anglais.

## La section des Chœurs de la Grande Harmonie
L'année de son arrivée rue de la Madeleine, la Grande Harmonie organisa une section chorale, ce n'est que dix ans plus tard en 1951 que celle-ci se présenta pour la première fois à l'occasion du concours d'Anvers où elle remporta le premier prix. Au cours des années suivantes, la section remporta plusieurs concours dont celui de Liège où elle arriva en tête ainsi que celui de Lille qui lui valut le premier prix des cercles étrangers.
En 1952, elle ouvrit un concours où 56 cercles musicaux participèrent, ensuite en 1955 un autre grand concours vit le jour.
La chorale de la Grande Harmonie donna des concerts à Anvers en 1953, 1954, 1957 et 1959.
Elle donna chaque année un concert caritatif pour la Société Royale de Philanthropie, en 1953 les recettes furent reversées aux familles des victimes de la catastrophe de Longterne-Trichères. La représentation de l'année 1954 servit aux pauvres de Bruxelles et à la caisse de l'Association des Artistes-Musiciens.
En 1855, trente musiciens de la chorale s'associèrent au cercle Sainte-Cécile de Malines ainsi qu'à la Société de fanfares avec lesquelles ils donnèrent des concerts à Rotterdam, à la Haye et dans d'autres villes aux Pays-Bas, les bénéfices atteignirent la somme de 15 000 francs et furent reversés aux inondés de la Hollande. La famille royale hollandaise assista à chacun de ces concerts.
La collaboration entre les deux cercles belges attira l'attention également en France où ils furent invités à donner des concerts au Jardin d'Hiver et au Palais de l'industrie à Paris.
La section des Chœurs interpréta une multitude d'œuvres comme La Loreley de Félix Mendelssohn, Le désert de Christophe Colomb de Félicien David, Des fragments de Messie de Georg Friedrich Haendel, Le Christ au Jardin des Oliviers de Beethoven, Stabat Mater de Rossini, Tannhäuser de Richard Wagner ou encore Esmeralda de Lebeau.

## Le cercle des armes
En 1925, le cercle des armes de la Société Royale de la Grande Harmonie fut reconnu officiellement par la Fédération Royale Belge des Cercles d'Escrime.
Après la Seconde Guerre mondiale, la section artistique disparut progressivement, le cercle des armes devint l'activité principale de l'Harmonie.
La salle d'armes était située dans le palais d'Egmont.
Le cercle d'escrime connut une période dorée jusqu'au début des années soixante, période durant laquelle ses membres remportèrent de nombreux titres nationaux et internationaux : 10 fois le titre féminin par équipes au fleuret entre 1939 et 1965, 8 fois le titre individuel au sabre et 1 fois le titre par équipes entre 1948 et 1961, 2 fois le titre fleuret par équipes et 1 fois le titre individuel entre 1948 et 1958.
Au début des années soixante, le cercle fut contraint de quitter le palais d'Egmont ce qui entraina son déclin.
Aujourd'hui, seule la section escrime perdure encore sous le nom de Société Royale de la Grande Harmonie. Ses locaux sont situés dans la commune d'Etterbeek à Bruxelles.

## Évènements notables
L'hymne national belge, La Brabançonne, fut composé en 1830 par Jenneval et Van Campenhout, deux membres de la Grande Harmonie
La société organisait des événements mondains à Bruxelles, notamment des concerts aux VauxHall durant les soirs d'été, une scène à ciel ouvert située à l'arrière du Théâtre Royal du Parc de Bruxelles, ou encore des galas comme celui organisé en 1888 au Théâtre Royal de la Monnaie mettant en scène Les Maitres chanteurs de Nuremberg, un opéra de Richard Wagner.
L'actrice française Sarah Bernhardt donna des représentations dramatiques.
De nombreux concerts furent donnés notamment par le compositeur italien Gioacchino Rossini ainsi que le violoniste/ compositeur belge Henry Vieuxtemps.
Le 26 septembre 1842 le compositeur Henry Berlioz donna son premier concert à Bruxelles à la Grande Harmonie. Le choix de la salle ne fut pas anodin car elle était la seule de Bruxelles à pouvoir accueillir l'orchestre de Berlioz composé de deux-cents musiciens. Ce concert marqua les esprits et confirma que la "Grande Harmonie demeurait la première Société de Bruxelles" publiait le journal Le Commerce belge.
Le compositeur et violoniste belge Eugène Ysaÿe donne plusieurs représentations entre 1896 et 1902 dans la salle de la Grande Harmonie, il y organise également plusieurs séances de répétition la veille de ses concerts au Cirque Royal de Bruxelles.
Le 25 février 1911, une fête costumée eut lieu pour célébrer les cent ans de la Grande Harmonie, toute la famille royale fut présente. Les artistes portaient des costumes représentants toute la Cour Impériale de Napoléon. Celui-ci fut présent 113 ans plus tôt, lors d'une visite à Bruxelles, à l'Hôtel d'Angleterre avant que l'Harmonie n'y élise domicile.
Il est de coutume, depuis le mariage du futur roi Léopold II, que les mariés princiers de la famille royale belge soient reçus à la Grande Harmonie après leurs noces. Le 9 octobre 1900, le futur roi Albert Ier et son épouse la princesse Élisabeth assistent à une fête donnée en leur honneur par la Société